# 2-Isopropylnaphthalin
2-Isopropylnaphthalin ist ein in β-Stellung substituiertes Naphthalin. Der systematische Name lautet 2-(1-Methylethyl)naphthalin.

## Vorkommen
2-Isopropylnaphthalin ist ein Bestandteil des komplexen Stoffgemisches namens Rohöl.

## Gewinnung und Darstellung
2-Isopropylnaphthalin kann im Labor beispielsweise durch Friedel-Crafts-Alkylierung von Naphthalin mit Propen dargestellt werden.

## Biologische Bedeutung
In der Atmosphäre wird es durch Photolyse oder durch Reaktion mit vorhandenen Hydroxylradikalen zersetzt.

## Sicherheitshinweise
An Labormäusen wurde festgestellt, dass es sich bei Isopropylnaphthalinen und ihren Photoprodukten um ein Lungengift handelt. Die Isopropylnaphthaline, genauer die Mischung von 1-Isopropylnaphthalin und 2-Isopropylnaphthalin, stehen aufgrund des PBT/vPvB-Verdachts, ihrer Umweltexposition und der weitverbreiteten Verwendung auf der CoRAP-Liste.